# 1976年夏季残疾人奥林匹克运动会芬兰代表团
1976年夏季残疾人奥林匹克运动会芬兰代表团是芬兰派出的1976年夏季残疾人奥林匹克运动会代表团。获得12枚金牌、20枚银牌和18枚铜牌。